# Thomas-Morse Aircraft
Thomas-Morse Aircraft Corporation – amerykańska firma lotnicza założona początkowo jako Thomas Brothers Company, działająca w latach 1910-1929, ostatecznie wykupiona i wchłonięta przez Consolidated Aircraft Corporation.

## Historia
Firma została założona w 1910 przez braci Williama i Olivera Thomasów jako Thomas Brothers Company w Hammondsport. Jeszcze w tym samym roku firma przeniosła się dwukrotnie, najpierw do Hornell, a później do Bath gdzie pozostała do 1915. W 1912 bracia założyli szkołę pilotażu Thomas School of Aviation Inc z siedzibą w Cayuga Lake i działającą do 1913.
W 1913 Thomas Brothers Company zmieniła osobowość prawną na korporację o nazwie Thomas Brothers Aeroplane Company z siedzibą w Ithace. W 1914 do firmy przyłączył projektant Benjamin Douglas Thomas (zbieżność nazwisk jest przypadkowa, nie był on spowinowacony z braćmi Thomas). W 1915 utworzono dodatkową firmę Thomas Aeromotor Company projektującą i produkującą silniki lotnicze. W tym czasie firma znajdowała się w trudnej sytuacji finansowej i w 1917 połączyła się z Morse Chain Company, która zapewniła dokapitalizowanie i fundusze na dalszą działalność, nowa firma nosiła nazwę Thomas-Morse Aircraft Corporation, jej prezesem został Frank L. Morse.
W 1928 Morse Chain Company została sprzedana Borg-Warner Corporation, ale przynosząca straty filia lotnicza nie była częścią transakcji. Rok później Frank Morse odsprzedał Thomas-Morse Aircraft Corporation do Consolidated Aircraft Corporation za 6000 akcji tej firmy o wartości 440 tysięcy ówczesnych dolarów. Firma działała jako część Consolidated Aircraft do 1934, kiedy ostatecznie została rozwiązana.

## Lista samolotów
Lista samolotów wraz z liczbą wybudowanych egzemplarzy:
| Nazwa          | Lata produkcji | Liczba egzemplarzy | Uwagi                                                           |
| -------------- | -------------- | ------------------ | --------------------------------------------------------------- |
| Biplane        | 1910           | 1                  | Jako Thomas Brothers.                                           |
| TA             | 1910/11        | 2                  | Jako Thomas Brothers, być może ta sama konstrukcja co model E.  |
| TA Tractor     | 1912           | 1                  | Jako Thomas Brothers, być może przebudowany model TA.           |
| Monoplane      | 1913           | 1                  | Jako Thomas Brothers.                                           |
| Nacelle Pusher | 1913           | 2                  | Jako Thomas Brothers.                                           |
| E              | 1913           | 12                 | Jako Thomas Brothers, być może ta sama konstrukcja co model TA. |
| B              | 1912-15        | 4                  | Jako Thomas Brothers, być może tylko trzy samoloty.             |
| T-2            | 1914           | 25                 | Jako Thomas Brothers.                                           |
| SH-4           | 1915-16        | 15                 | Jako Thomas Brothers.                                           |
| D-2/D-5/HS     |                | 6                  | Jako Thomas Brothers.                                           |
| S-4            | 1917-1918      | 601                | Jako Thomas-Morse, w różnych wersjach.                          |
| S-5            | 1918           | 6                  | Jako Thomas-Morse.                                              |
| S-6            | 1920           | 1                  | Jako Thomas-Morse.                                              |
| S-7            | 1920           | 1                  | Jako Thomas-Morse.                                              |
| S-9            | 1923           | 1                  | Jako Thomas-Morse.                                              |
| MB-1           | 1917-1918      | 1                  | Jako Thomas-Morse. Według innych źródeł dwa egzemplarze.        |
| MB-2           | 1918           | 1                  | Jako Thomas-Morse. Według innych źródeł dwa egzemplarze.        |
| MB-3           | 1919-21        | 65                 | Jako Thomas-Morse.                                              |
| MB-4           | 1919           | 2                  | Jako Thomas-Morse.                                              |
| MB-6           | 1921           | 3                  | Jako Thomas-Morse.                                              |
| MB-7           | 1921           | 2                  | Jako Thomas-Morse.                                              |
| MB-9           | 1922           | 1                  | Jako Thomas-Morse.                                              |
| MB-10          | 1922           | 1                  | Jako Thomas-Morse.                                              |
| TM-22 (R-5)    | 1922           | 2                  | Jako Thomas-Morse.                                              |
| TM-23          | 1923           | 1                  | Jako Thomas-Morse.                                              |
| TM-24          | 1924           | 65                 | Jako Thomas-Morse.                                              |
| O-6            | 1926           | 6                  | Jako Thomas-Morse, w różnych wersjach.                          |
| O-19           | 1928           | 176                | Jako Thomas-Morse, w różnych wersjach.                          |
| YO-20          | 1928           | 1                  | Jako Thomas-Morse.                                              |
| XO-2           | 1928           | 1                  | Jako Thomas-Morse.                                              |
| XO-23          | 1928           | 1                  | Jako Thomas-Morse.                                              |
| XO-923/Y1O-41  | 1930           | 1                  | Jako Thomas-Morse, zbudowany w zakładach Consolidated.          |
| XP-13 Viper    | 1929           | 1                  | Jako Thomas-Morse, zbudowany w zakładach Consolidated.          |